# Giải bóng đá bãi biển vô địch quốc gia 2014
Giải bóng đá bãi biển vô địch quốc gia 2014 (với tên gọi chính thức: Giải bóng đá Bãi biển - Đại hội TDTT toàn quốc lần thứ VII - 2014) là giải bóng đá bãi biển được tổ chức lần thứ sáu của Giải bóng đá bãi biển vô địch quốc gia tại Việt Nam do VFF tổ chức từ ngày 2 tháng 8 đến ngày 10 tháng 8 năm 2014 tại bãi biển thành phố Nha Trang, tỉnh Khánh Hòa. Mùa giải này, môn bóng đá bãi biển được đưa vào một nội dung thi đấu của Đại hội Thể dục Thể thao toàn quốc năm 2014.

## Các đội bóng
Có 6 đội bóng tham dự giải:
| Khánh Hòa (Chủ nhà)   |
| Kim Toàn – Đà Nẵng    |
| Thừa Thiên Huế        |
| Bình Thuận,           |
| Thành phố Hồ Chí Minh |
| Phú Yên               |

Các đội sẽ thi đấu theo thể thức vòng tròn một lượt để tính điểm để xếp hạng, xác định các đội Nhất, Nhì, Ba và Tư. Hai đội nhất nhì sẽ tranh chức vô địch trong khi đó hai đội về ba và về tư sẽ tranh vị trí thứ ba chung cuộc. Tất cả các trận đấu của giải nếu sau 3 hiệp thi đấu chính thức (tổng 36 phút, mỗi hiệp 12 phút) kết thúc với tỷ số hoà sẽ thi đá luân lưu 9m để xác định đội thắng. Điểm đáng lưu ý, phương thức đá luân lưu sẽ được thực hiện theo luật "knock-out", nghĩa là mỗi đội sẽ đá 1 quả, nếu phân định thắng thua thì dừng, nếu chưa phân định thắng thua mới đá tiếp quả thứ 2.
Cách tính điểm xếp hạng:
- Đội thắng: 3 điểm
- Đội thắng luân lưu: 1  điểm
- Đội thua: 0  điểm.

## Lịch thi đấu và kết quả thi đấu
| Ngày                | Giờ   | Đội 1                 | Tỷ số        | Đội 2                 |
| 2 tháng 8 năm 2014  | 14h00 | Khánh Hoà             | 7-3          | Bình Thuận            |
| 2 tháng 8 năm 2014  | 15h00 | Kim Toàn Đà Nẵng      | 4-2          | Thành phố Hồ Chí Minh |
| 2 tháng 8 năm 2014  | 16h00 | Thừa Thiên Huế        | 5-1          | Phú Yên               |
| 3 tháng 8 năm 2014  | 14h00 | Thừa Thiên Huế        | 3-6          | Kim Toàn Đà Nẵng      |
| 3 tháng 8 năm 2014  | 15h00 | Phú Yên               | 1-2          | Bình Thuận            |
| 3 tháng 8 năm 2014  | 16h00 | Khánh Hoà             | 3-2          | Thành phố Hồ Chí Minh |
| 5 tháng 8 năm 2014  | 14h00 | Thừa Thiên Huế        | 4-3          | Thành phố Hồ Chí Minh |
| 5 tháng 8 năm 2014  | 15h00 | Khánh Hoà             | 5-1          | Phú Yên               |
| 5 tháng 8 năm 2014  | 16h00 | Kim Toàn Đà Nẵng      | 4-1          | Bình Thuận            |
| 6 tháng 8 năm 2014  | 14h00 | Kim Toàn Đà Nẵng      | 7-0          | Phú Yên               |
| 6 tháng 8 năm 2014  | 15h00 | Khánh Hoà             | 6-1          | Thừa Thiên Huế        |
| 6 tháng 8 năm 2014  | 16h00 | Bình Thuận            | 2-1          | Thành phố Hồ Chí Minh |
| 8 tháng 8 năm 2014  | 14h00 | Khánh Hoà             | 6-7          | Kim Toàn Đà Nẵng      |
| 8 tháng 8 năm 2014  | 15h00 | Bình Thuận            | 1-6          | Thừa Thiên Huế        |
| 8 tháng 8 năm 2014  | 16h00 | Thành phố Hồ Chí Minh | 5-2          | Phú Yên               |
| 10 tháng 8 năm 2014 | 14h30 | Thừa Thiên Huế        | 3-3 (9m:4/3) | Bình Thuận            |
| 10 tháng 8 năm 2014 | 15h30 | Khánh Hoà             | 7-4          | Kim Toàn Đà Nẵng      |

## Bảng xếp hạng
| Thứ hạng | Đội                   | Trận | Thắng | Thắng luân lưu | Thua | Hiệu số | Điểm | Vòng bán kết  |
| 1        | Kim Toàn – Đà Nẵng    | 5    | 5     | 0              | 0    | 31-12   | 15   | Tranh vô địch |
| 2        | Khánh Hòa             | 5    | 4     | 0              | 1    | 27-14   | 12   | Tranh vô địch |
| 3        | Thừa Thiên Huế        | 5    | 3     | 0              | 2    | 19-9    | 9    | Tranh hạng ba |
| 4        | Bình Thuận            | 5    | 2     | 0              | 3    | 9-20    | 6    | Tranh hạng ba |
| 5        | Thành phố Hồ Chí Minh | 5    | 1     | 0              | 4    | 13-15   | 3    |               |
| 6        | Phú Yên               | 5    | 0     | 0              | 5    | 5-24    | 0    |               |

Ghi chúĐội thắng sau 3 hiệp chính được 3 điểm, Đội thắng luân lưu được 1 điểm, đội thua 0 điểm

## Tổng kết mùa giải
- Huy chương vàng: Khánh Hòa
- Huy chương bạc: Đà Nẵng
- Huy chương đồng: Thừa Thiên Huế
- Thủ môn xuất sắc nhất:
- Cầu thủ xuất sắc nhất:
- Cầu thủ ghi nhiều bàn thắng nhất: